# Sangju
Sangju (kor. 상주시) – miasto w Korei Południowej, w prowincji Gyeongsang Północny. Liczy około 120 tys. mieszkańców.